# María de los Ángeles
 María de los Ángeles  es una película en blanco y negro de Argentina dirigida por Ernesto Arancibia sobre el guion de Alejandro Verbitsky y Emilio Villalba Welsh según la novela de Virginia Carreño y Constanza de Menezes que se estrenó el 13 de febrero de 1948 y que tuvo como protagonistas a Mecha Ortiz, Enrique Diosdado, Bernardo Perrone y Olga Casares Pearson. Fue filmada parcialmente en la provincia de San Juan. Hizo El cristo de los faroles (1957) con Antonio molina,El niño de las monjas (1959) con antoñita moreno

## Sinopsis
Ambientada en 1825, el romance de una criolla y un español.

## Reparto
- Mecha Ortiz	... 	Maria de los Ángeles Ermosilla y Albarracín
- Enrique Diosdado	... 	Capitán José Guzmán de Granada
- Bernardo Perrone	... 	Clemente Ermosilla
- Olga Casares Pearson	... 	María Clara del Carril
- Horacio Priani	... 	Salvador María del Carril
- Pola Alonso	... 	Beatriz
- José María Gutiérrez	... 	Eugenio
- Agustín Orrequia	... 	Nicolás Ermosilla
- José Comellas	... 	Ramiro
- Elsa del Campillo	... 	Felicidad
- Aurelia Ferrer	... 	Damiana
- Pepito Petray	... 	Don Matías
- María Esther Buschiazzo	... 	Amiga 2
- María Luisa Robledo	... 	Amiga 3
- Rita Montero	... 	Eulalia
- Renée Dumas	... 	Amiga 1
- Ada Cornaro	... 	Criolla
- Jorge Villoldo	... 	Tendero
- Jorge Ayala	... 	Javier
- Mario Lozano	... 	Soldado
- Carlos Campagnale
- Cirilo Etulain
- José Maurer
- Pura Díaz

## Comentarios
La Nación opinó:

El diálogo y el tono general de la película tienen dignidad y altura, y hubieran sido más eficaces si el drama hubiea tenido emoción más directa y firme.

Por su parte la crónica de Noticias Gráficas dijo:

Ernesto Arancibia…nos da su trabajo más serio, más maduro, su mejor película en una palabra. Quizás un diálogo más conciso, más de acuerdo con el cine y menos declamado, hubiera dado a María de los Ángeles un ritmo más apropiado y a tono con las pasiones y los acontecimientos que se relatan.